# Stamboom Louise van Oranje-Nassau (1770-1819)
Dit is de stamboom van Louise van Oranje-Nassau (1770-1819).
| Stamboom Louise van Oranje-Nassau (1770-1819)                                                   | Stamboom Louise van Oranje-Nassau (1770-1819)                                    | Stamboom Louise van Oranje-Nassau (1770-1819)                                              |
| ----------------------------------------------------------------------------------------------- | -------------------------------------------------------------------------------- | ------------------------------------------------------------------------------------------ |
| Grootouders                                                                                     | Willem IV van Oranje-Nassau (1711-1751) x 1734 Anna van Hannover (1709-1759)     | August Willem van Pruisen (1722-1758) x 1742 Amalia van Brunswijk-Wolfenbüttel (1722-1780) |
| Ouders                                                                                          | Willem V van Oranje-Nassau (1748-1806) x 1767 Wilhelmina van Pruisen (1751-1820) | Willem V van Oranje-Nassau (1748-1806) x 1767 Wilhelmina van Pruisen (1751-1820)           |
| Louise van Oranje-Nassau (1770-1819) x 1790 Karel George van Brunswijk-Wolfenbüttel (1766-1806) |                                                                                  |                                                                                            |
| Kinderen                                                                                        | -                                                                                | -                                                                                          |